# 9155 Verkhodanov
9155 Verkhodanov eller 1982 SM7 är en asteroid i huvudbältet som upptäcktes den 18 september 1982 av den rysk-sovjetiske astronomen Nikolaj Tjernych vid Krims astrofysiska observatorium på Krim. Den har fått sitt namn efter Vyacheslav G. Verkhodanov.